# Hans Reffert

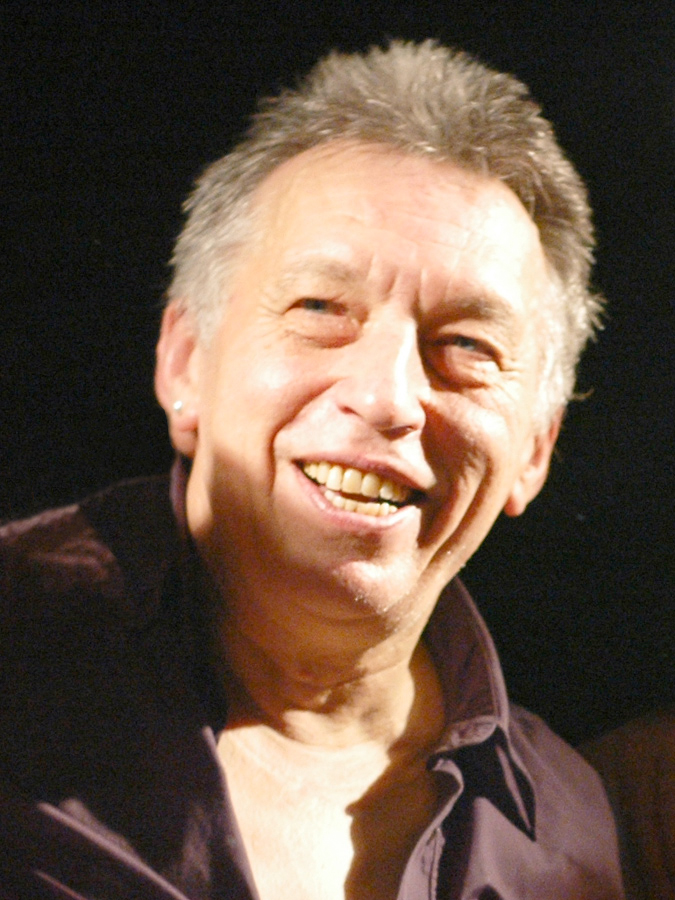
Hans Reffert (2006)

Hans Reffert (* 19. Juli 1946 in Ludwigshafen am Rhein; † 21. Februar 2016 in Mannheim) war ein deutscher Musiker, Komponist und Künstler. Einem breiteren Publikum wurde er als langjähriger Gitarrist von Guru Guru bekannt, er war aber auch Mitglied zahlreicher weiterer Bands und Projekte.

## Leben

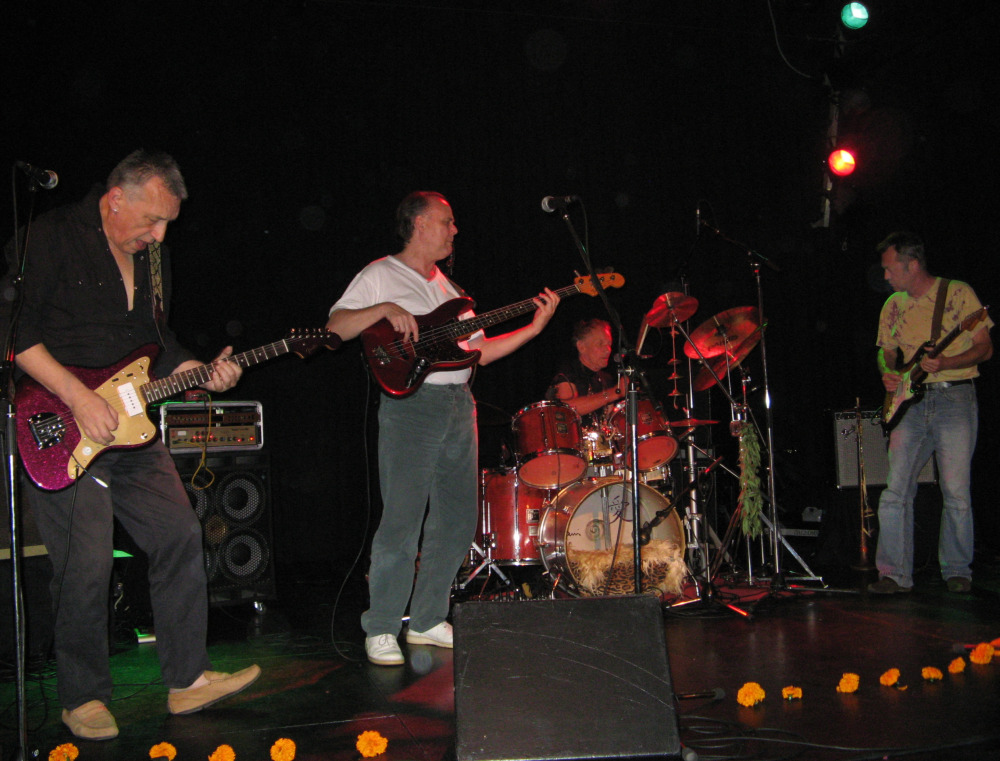
Hans Reffert (links) live mit Guru Guru (2007)

Hans Reffert studierte von 1962 bis 1963 Malerei bei Franz Nagel, dann Gitarre bei Sigi Schwab, ab 1966 auch Querflöte und Komposition in Mannheim. Seit 1976 erstellte er Auftragskompositionen für das Nationaltheater Mannheim und andere Theater, seit 1988 außerdem auch für Kino- und Fernsehproduktionen.
Als Musiker war er seit 1960 bei Sigi Schwab, von 1970 bis 1975 bildete er mit Hans Brandeis das psychedelische Folkduo Flute + Voice, später war er als Gitarrist, Sänger oder Flötist bei Gruppen wie Guru Guru (ab 1984), Zauberfinger (mit Lisa Kraus und Rolf Schaude, die beide zeitweilig auch bei Guru Guru waren), Sanfte Liebe oder Schrammel & Slide (mit Adax Dörsam). Mit vielen Musikern des Rhein-Neckar-Gebiets verbanden ihn langjährige Projekte und Freundschaften, so mit Mani Neumeier (Guru Guru) und Dorle Ferber (Nationaltheater Mannheim, Guru Guru, Cochise, Elster Silberflug, Zeitenwende und Zyma) und Bernd Köhler (ewo2) und man half sich gegenseitig bei Projekten aus. Außerdem spielte er 10 Jahre mit der MundArt Band Roosband in Mannheim.
Seit 1971 beteiligte er sich mit Gemälden und Objekten auch an Kunstausstellungen. Außerdem betätigte er sich publizistisch.
Hans Reffert lebte und arbeitete in Mannheim. Am 21. Februar 2016 verstarb er im Alter von 69 Jahren. Seine letzte Ruhestätte ist auf dem Bergfriedhof  in Heidelberg.

## Diskografie
Solo:
- Beuysz In New York (1998, Vineta-Musikverlag)
- Westlich Bb9 (2008)

mit Flute + Voice:
- Imaginations of Light (1970, Pilz Rec.)
- Hello Rabbit (aufgenommen 1973, erschienen 1995)
- Drachenlieder (1996, Material von 1974 bis 1975)

mit Thomas Vogel:
- Lieder des Thomas Vogel (1976, Nature)
- Flüstern im Geschrei (1978, Nature)

mit Werner Pöhlert:
- Kollektiv Alte Musik (1976, Impromptu)

mit Zauberfinger:
(u. a. mit Dorle Ferber, Lisel Kraus, Wolfgang Biersch, Fips Baum, Reiner Herzog)
- Slide (80er, Gevox – nur in Italien und Japan erschienen)
- Shizzo Rock (1980, SOWA)
- Zauberfinger 2 (1981, Neue Welt)

mit Schlauch:
- Grosse Gemeinsamkeit (1981, Pläne)
- Wenn die Stadt erwacht (1984, terz)

mit Idole:
- Die Idole (1982, Bellaphon)
- Hautnah / Pfahl im Fleisch (1982, Bellaphon)

mit Borgward:
- Perplex (1982, Bacillus-Bellaphon)
- Bermudadreieck / Vorwiegend Heiter (1982, Bellaphon)

mit Guru Guru:
- Guru Mani Neumeiers neue Abenteuer (1983)
- Jungle (1987)
- Cosmic Hole – Single (white vinyl, ca. 1987)
- Guru Guru 88 (1988)
- Shake Well (1993)
- Moshi Moshi (1997)
- In The Guru Lounge (2005)
- Psy (2008)
- Doublebind (2011)
- Electric Cats (2013)
- GURU GURU – live in concert (DVD/Blu-ray, 2016, musiker.de)

mit Sanfte Liebe:
(u. a. mit Kosho, heute Söhne Mannheims)
- Sanfte Liebe (1987, Face Records)
- New Flowers (1991, Face Records)

mit Schramml & Slide:
- Deffert + Rörsam (1991, mit Mani Neumeier)
- Deux (1993)
- HellBillies from Venus (1995, mit Matthias Dörsam)
- ja ja (1997)
- famous for not being famous (1999)
- Pow Wow (2003)
- Sieben/Seven (2011)

mit Can White Boys Sing The Blues:
- Can White Boys Sing The Blues (1996)
- Collecting Hearts (1997)

mit Claus Boesser-Ferrarri:
- Nachmittag eines Fauns (2003)

mit Mani Neumeier:
- Der Teufel und sein Guru (2010)

mit Werner Goos
- Stone Cold & Broken (2011)
- I Can’t Stop the Voices In My Head (2014, musiker.de)

mit Michael Bauer und Wolfgang Schuster:
- Weltunnergangsblues – Sprechtiraden und Musik (2015, musiker.de)

Sonstige Projektbeteiligungen:
- Rock’n Roll Cirkus Mannheim (1979) im Zirkuszelt Bonanza, (1985) Alte Feuerwache Mannheim
- Musik für Adolf Wölfli (1988)

## Filmografie
- 1994: Fritz lebt – Geheimtäter und Viehlosoph (Dokumentarfilm)
- 2000: Der Onkel vom Meer
- 2008: Frohe Zukunft (Dokumentarfilm)